# Nancy (nombre)
Nancy es un nombre inglés femenino muy común.

## Orígenes
El nombre Nancy se deriva del nombre hebreo Anna, el cual significa "gracia". Fue usado originalmente como un sobrenombre de quienes se llamaban Anne (Ana / Anny en inglés), pero comenzó a usarse como nombre propio, independiente de Anne, desde el siglo XVIII en adelante.
También, puede haberse originado por la ciudad francesa del mismo nombre, que provendría del céltico nant, que quiere decir "valle pantanoso".

## Personas
Como nombre propio, Nancy es una forma más corta del nombre femenino Anna, y también puede referirse a:
- Nancy Álvarez, triatleta argentina
- Nancy Allen (1950- ), actriz estadounidense
- Nancy Benoit (1964-2007), entrenadora y luchadora profesional estadounidense
- Nancy Cartwright (1959- ), actriz estadounidense
- Nancy Dupláa (1969- ), actriz argentina
- Nancy Edberg (1832-1892), nadadora sueca (1° mujer sueca en estos campos)
- Nancy Grace (1959- ), fiscal estadounidense y personalidad de la TV
- Nancy Greene (1943- ), esquiadora alpina canadiense
- Nancy Kerrigan (1969- ), patinadora artística estadounidense
- Nancy McKeon (1966- ), actriz estadounidense
- Nancy Marchand (1928-2000), actriz teatral, cinematográfica y televisiva estadounidense
- Nancy Mitford (1904-1973), novelista y biógrafa inglesa.
- Nancy Pelosi (1940- ), política estadounidense y 1° mujer presidenta de la Cámara de representantes de Estados Unidos.
- Nancy Reagan (1921-2016), Primera dama de los Estados Unidos entre 1981 y 1989.
- Nancy Sinatra (1940- ), cantante y actriz estadounidense.
- Nancy Spungen (1958-1978), exnovia de Sid Vicious.
- Nancy Vallecilla (1957- ), atleta ecuatoriana.
- Nancy Wilson (1937- ), cantante de jazz estadounidense
- Nancy, cantante coreanoamericana

## Personajes ficticios
- Nancy Wheeler, personaje de Stranger Things interpretado por Natalia Dyer.
- Nancy, un personaje de Oliver Twist.
- Nancy Blackett, un personaje de Las Andorinas y las Amazonas, una serie de libros para niños de Arthur Ransome.
- Nancy Botwin, la protagonista femenina de la serie de televisión Weeds, interpretada por Mary-Louise Parker.
- Nancy Callahan, un personaje de la serie de novelas gráficas Sin City, de Frank Miller. En la película homónima lo interpreta Jessica Alba.
- Nancy Drew, la detective adolescente, protagonista de varias series de novelas de misterio para niños y adolescentes.
- Nancy Hicks-Gribble (Nancy Gómez en Hispanoamérica), esposa de Dale Gribble, personajes de la serie animada El rey de la colina (Los reyes de la colina en Hispanoamérica).
- Nancy Hayton, un personaje de la telenovela británica Hollyoaks, de la cadena Channel 4. Está interpretada por Jessica Fox.
- Nancy Thompson, la protagonista de la película Pesadilla en Elm Street (1984), protagonizada por Heather Langenkamp. En la secuela de 2010, la protagonista se llama Nancy Holbrook y lo interpreta Rooney Mara.
- Nancy Wilmot, una colegiala y después docente en la serie de novelas Chalet School, escrita por Elinor Brent-Dyer y publicadas entre 1925 y 1970.
- Nancy, operadora de radio que asigna las misiones al principio de cada nivel en el juego de arcade Chase H.Q.
- Nancy, interpretada por Catherina von Schell, una de los ángeles de la muerte de Blofeld, el villano en la película Al servicio secreto de Su Majestad, adaptación de la novela homónima de Ian Fleming.
- Nancy, muñeca creada en el año 1968 por la empresa española de juguetes Famosa.